# 青山路街道 (榆林市)
青山路街道，是中华人民共和国陕西省榆林市榆阳区下辖的一个乡镇级行政单位。

## 行政区划
青山路街道下辖以下地区：
常乐路社区、建安路社区、保宁路社区、柳营路社区、文化路社区和福安社区。